# Schizonycha subrugipennis
Schizonycha subrugipennis är en skalbaggsart som beskrevs av Moser 1914. Schizonycha subrugipennis ingår i släktet Schizonycha och familjen Melolonthidae. Inga underarter finns listade i Catalogue of Life.